# NGC 3849
NGC 3849 је лентикуларна галаксија у сазвежђу Девица која се налази на NGC листи објеката дубоког неба.
Деклинација објекта је + 3° 13' 56" а ректасцензија 11h 45m 35,2s. Привидна величина (магнитуда) објекта NGC 3849 износи 13,7 а фотографска магнитуда 14,6. NGC 3849 је још познат и под ознакама IC 730, NPM1G +03.0317, IRAS 11430+0330, MCG 1-30-13, CGCG 40-40, Todd 10, PGC 36658.